# Repnin-Sejm

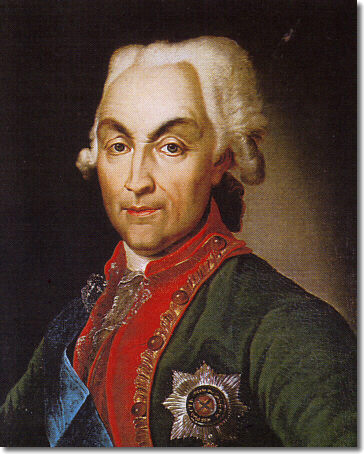
Der russische Botschafter Nikolai Repnin, eine wichtige Person der Politik Russlands

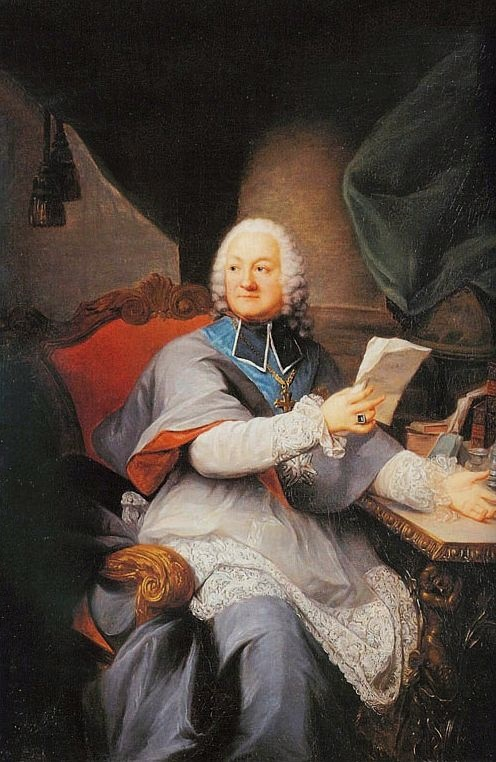
Bischof Kajetan Sołtyk von Krakau, ein führender Oppositioneller gegen Repnin

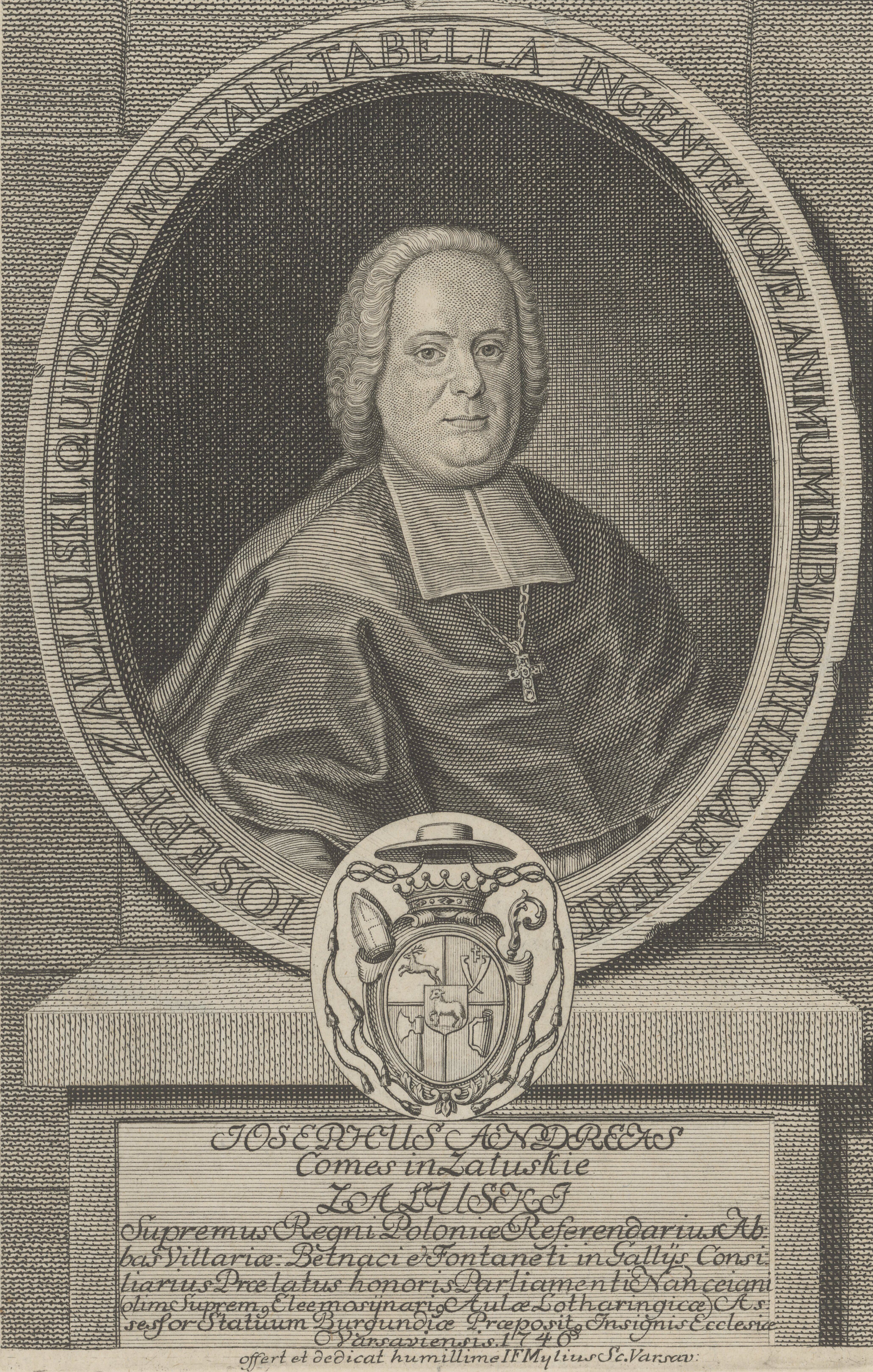
Bischof Józef Andrzej Załuski von Kiew

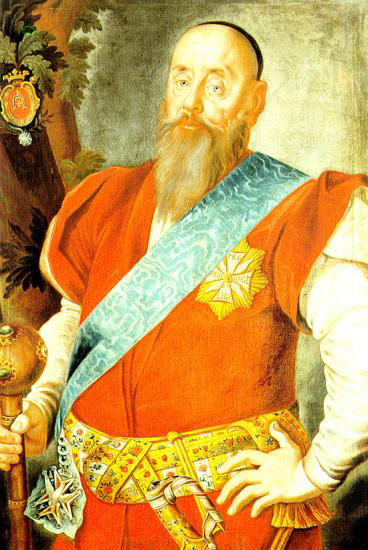
Hetman Wacław Rzewuski

Der sogenannte Repnin-Sejm (polnisch Sejm Repninowski) war ein außerordentlicher Sejm, der zwischen vom 5. Oktober 1767 bis zum 27. Februar 1768 in Warschau tagte. Er beschloss eine Aufhebung der Einschränkungen der staatsbürgerlichen und religiösen Rechte der Protestanten und Orthodoxen in der Adelsrepublik Polen-Litauen sowie eine Bestätigung des Liberum veto  (Einstimmigkeitsprinzip) im Parlament. Der Sejm wurde in der modernen polnischen Geschichtsforschung nach dem russischen Botschafter in Warschau Nikolai Repnin benannt, der diesen maßgeblich prägte.

## Vorgeschichte
Zu dieser Zeit hatte das Königreich Polen-Litauen etwa 11,5 Millionen Einwohner, von denen etwa 1 Million nicht katholischer Konfession waren. Diesen war es seit den Beschlüssen des Sejms von 1717, 1733 und 1736 untersagt, öffentliche Ämter (Woiwode, Starost u. a.) zu bekleiden und ihre Religion zu praktizieren.
1766 beantragte der russische Botschafter in Warschau Nikolai Repnin im Sejm im Auftrag der Zarin Katharina II. und mit Unterstützung des preußischen Königs, die religiösen Rechte für diese Bewohner der Adelsrepublik wiederherzustellen. Sein Antrag wurde abgelehnt.
Daraufhin unterstützte und beförderte er die Gründung von Konföderationen  der Protestanten und Orthodoxen in Thorn und Sluzk. Diese formulierten ihre Forderungen und übermittelten diese dem polnischen König.
Es bildete sich außerdem eine katholische Konföderation von Radom, die die Forderungen der Dissidenten unterstützte.
Auf dem Sejm vom 24. August 1767 beantragte der Botschafter Repnin wieder eine Veränderung der polnischen Gesetzgebung, ebenfalls ohne Erfolg.

## Sejm
Für den 5. Oktober wurde ein außerordentlicher Sejm einberufen. Repnin hatte Tausende russische Soldaten vor den Toren Warschaus stationieren lassen, um seinen Forderungen Nachdruck zu verleihen.
Repnin war bewusst, dass ein vom katholischen Adel dominierter Sejm diesen Forderungen vehement widersprechen würde.  Der Sejm wurde förmlich in eine Konföderation umgewandelt. Damit entfiel das Einstimmigkeitsprinzip (liberum veto) und es konnten einfache Mehrheitsentscheidungen herbeigeführt werden.
Papst Clemens XIII. hatte in einem Schreiben dazu aufgefordert, den russischen Forderungen zu widersprechen. Dadurch fühlten sich führende Vertreter des polnischen katholischen Klerus ermutigt, ihren Widerstand zu äußern, unter ihnen die Bischöfe Wacław Hieronim Sierakowski von Lemberg, Feliks Turski von Chełm, Kajetan Sołtyk von Krakau und Józef Andrzej Załuski von Kiew.
Repnin ließ darauf die Bischöfe Józef Andrzej Załuski, Kajetan Sołtyk, und Hetmann Wacław Rzewuski und dessen Sohn Seweryn in der Nacht vom 13. auf den 14. Oktober verhaften und sie nach Kaluga in Sibirien in die Verbannung schicken, wo sie fünf Jahre verblieben.
Die Delegierten waren geschockt und eingeschüchtert. 
Mit bestochenen Adligen (darunter dem Primas Poloniae Gabriel Podoski) und der Anwesenheit von über 10.000 russischen Soldaten in Warschau diktierte Repnin – trotz einiger Bedenken angesichts der Methoden, zu denen er angehalten wurde, de facto die Bedingungen dieses Sejms, selbst in den Kammern des Parlaments.
Dieser eingeschüchterte Sejm, der im Oktober 1767 zusammentrat und bis zum Februar 1768 andauerte, berief eine Kommission, die im Stummen Sejm (delegierter Sejm ohne Debatten) zum 27. Februar 1768 einen polnisch-russischen Vertrag ausarbeitete. Der Sejm nahm darüber hinaus einige der königlichen Reformen von 1764 zurück und stellte sicher, dass das politische System Polen-Litauens ineffektiv und vom Ausland leicht zu kontrollieren sein würde. Das Liberum Veto, die freie Wahl, Neminem captivabimus, die Rechte, eine Konföderation oder einen Rokosz zu bilden, mit anderen Worten: alle wichtigen, alten Privilegien des Adels, die das politische System (Goldene Freiheit) Polen-Litauens so unregierbar machten, wurden als unveränderliche Kardinalrechte bestätigt.
Der Repnin-Sejm erließ allerdings auch einige fortschrittliche Reformen. Russland, das den Vorwand der zu gewährenden religiösen Freiheiten für Protestanten und Orthodoxe genutzt hatte, um Polen-Litauen zu destabilisieren, musste nun diese Reformen durch den Sejm bringen, um sein Gesicht zu wahren. Der Sejm gewährte somit den religiösen Minderheiten den gleichen Status wie auch den römisch-katholischen Einwohnern und limitierte einige der Privilegien des katholischen Klerus. Darüber hinaus wurde die Strafe für die Tötung von Bauern von einem Bußgeld auf die Todesstrafe verschärft, das Liberum Veto wurde für Sejmiks abgeschafft und eine Münze wurde ins Leben gerufen. Sämtliche dieser Reformen wurden von der russischen Zarin Katherina II. verbürgt.
Der Repnin-Sejm markierte einen wichtigen Meilenstein bezüglich der polnischen Abhängigkeit vom Russischen Reich und seiner Wandlung in ein Protektorat. Diese abhängige Position wurde unverblümt in Nikita Iwanowitsch Panins Brief an König Poniatowski erklärt, in dem er klarstellte, dass Polen nunmehr in der russischen Einflusssphäre lag.
Die darauf folgende Reaktion des römisch-katholischen Adels, die einerseits die rechtliche Gleichstellung der Protestanten und andererseits Russlands Einmischungen in die polnische Politik ablehnte, führte zur Konföderation von Bar, die sich gegen den König einerseits und Russland andererseits richtete und mit einem Sieg Russlands und der Ersten Teilung Polens endete.